# أوكارو أكامون
أوكارو أكامون (من مواليد 25 فبراير 1992) هو لاعب كرة سلة نيجيري أمريكي المولد لفريق نادي هورشولوك لكرة السلة والمنتخب النيجيري.
شارك في بطولة أمم أفريقيا لكرة السلة 2017.